# Geneva, Alabama
Geneva är administrativ huvudort i Geneva County i Alabama. Orten har fått sitt namn efter Genève. Vid 2020 års folkräkning hade Geneva 4 245 invånare.

## Kända personer från Geneva
- Elizabeth B. Andrews, politiker